# Volleyballclub Sm'Aesch Pfeffingen 2019-2020
Questa voce raccoglie le informazioni riguardanti il Volleyballclub Sm'Aesch Pfeffingen nella stagione 2019-2020.

## Organigramma societario
Area direttiva
- Presidente: Alexandra Böhm, Simone Sarasin

Area tecnica
- Allenatore: Andreas Vollmer
- Secondo allenatore: Michal Tarabcik
- Preparatore atletico: Alexander Stravs

## Rosa
| N° | Nome              | Ruolo | Data di nascita  | Nazionalità sportiva |
| -- | ----------------- | ----- | ---------------- | -------------------- |
| 1  | Tarah Wylie       | C     | 24 luglio 1997   | Stati Uniti          |
| 2  | Luisa Schirmer    | S     | 26 agosto 1996   | Stati Uniti          |
| 3  | Livia Zaugg       | S     | 29 gennaio 1996  | Svizzera             |
| 4  | Gabi Schottroff   | C     | 8 febbraio 1997  | Svizzera             |
| 5  | Taylor Fricano    | O     | 4 febbraio 1995  | Stati Uniti          |
| 6  | Madlaina Matter   | C     | 19 ottobre 1996  | Svizzera             |
| 7  | An Saita          | L     | 27 gennaio 1993  | Giappone             |
| 8  | Monika Chrtianska | O     | 18 novembre 1996 | Austria              |
| 9  | Dora Grozer       | S     | 21 novembre 1995 | Germania             |
| 12 | Livia Saladin     | L     | 21 novembre 2003 | Svizzera             |
| 14 | Jazmine White     | C     | 14 dicembre 1993 | Canada               |
| 15 | Megan Cyr         | P     | 1º giugno 1990   | Canada               |
| 17 | Annalea Maeder    | P     | 3 gennaio 2002   | Svizzera             |

## Risultati

### Lega Nazionale A

#### Girone di andata
| 1ª giornata - 13 ottobre 2019 Mehrzweckhalle Löhrenacker, Aesch  | Sm'Aesch Pfeffingen | 3 - 0 | Franches-Montagnes  | 25-17, 25-21, 25-21        |
| 2ª giornata - 18 ottobre 2019 BBC Arena, Sciaffusa               | Kanti               | 1 - 3 | Sm'Aesch Pfeffingen | 17-25, 25-13, 19-25, 11-25 |
| 3ª giornata - 20 ottobre 2019 Mehrzweckhalle Löhrenacker, Aesch  | Sm'Aesch Pfeffingen | 3 - 0 | Lugano              | 25-19, 25-16, 25-20        |
| 4ª giornata - 27 ottobre 2019 Sporthalle Rankhof, Basilea        | Sm'Aesch Pfeffingen | 3 - 0 | Val-de-Travers      | 25-15, 25-14, 25-10        |
| 5ª giornata - 3 novembre 2019 Mehrzweckhalle Löhrenacker, Aesch  | Sm'Aesch Pfeffingen | 3 - 0 | Cheseaux            | 25-23, 25-19, 25-19        |
| 6ª giornata - 9 novembre 2019 Sportanlage Rietstein, Wattwil     | Toggenburg          | 0 - 3 | Sm'Aesch Pfeffingen | 21-25, 17-25, 23-25        |
| 7ª giornata - 16 novembre 2019 Henry-Dunant, Ginevra             | Genève              | 0 - 3 | Sm'Aesch Pfeffingen | 13-25, 21-25, 10-25        |
| 8ª giornata - 23 novembre 2019 Mehrzweckhalle Löhrenacker, Aesch | Sm'Aesch Pfeffingen | 3 - 1 | Düdingen            | 25-23, 25-17, 15-25, 25-22 |
| 9ª giornata - 1º dicembre 2019 Halle de la Riveraine, Neuchâtel  | Neuchâtel           | 3 - 1 | Sm'Aesch Pfeffingen | 25-22, 23-25, 25-20, 25-16 |

#### Girone di ritorno
| 10ª giornata - 8 dicembre 2019 Salle Forum BIWI, Rossemaison          | Franches-Montagnes  | 1 - 3 | Sm'Aesch Pfeffingen | 25-21, 20-25, 17-25, 22-25        |
| 11ª giornata - 14 dicembre 2019 Mehrzweckhalle Löhrenacker, Aesch     | Sm'Aesch Pfeffingen | 3 - 0 | Kanti               | 27-25, 25-20, 25-17               |
| 12ª giornata - 21 dicembre 2019 Palestra Palamondo, Cadempino         | Lugano              | 3 - 0 | Sm'Aesch Pfeffingen | 25-17, 25-20, 25-19               |
| 13ª giornata - 4 gennaio 2020 Salle du Centre Sportif, Val-de-Travers | Val-de-Travers      | 2 - 3 | Sm'Aesch Pfeffingen | 25-23, 14-25, 15-25, 27-25, 8-15  |
| 14ª giornata - 15 gennaio 2020 Salle Derrière-la-Ville 5, Cheseaux    | Cheseaux            | 0 - 3 | Sm'Aesch Pfeffingen | 16-25, 23-25, 22-25               |
| 15ª giornata - 18 gennaio 2020 Mehrzweckhalle Löhrenacker, Aesch      | Sm'Aesch Pfeffingen | 3 - 0 | Toggenburg          | 25-10, 25-15, 25-11               |
| 16ª giornata - 25 gennaio 2020 Mehrzweckhalle Löhrenacker, Aesch      | Sm'Aesch Pfeffingen | 3 - 0 | Genève              | 25-20, 25-15, 25-15               |
| 17ª giornata - 1º febbraio 2020 Sporthalle Leimacker, Düdingen        | Düdingen            | 3 - 2 | Sm'Aesch Pfeffingen | 25-20, 25-20, 22-25, 14-25, 17-15 |
| 18ª giornata - 8 febbraio 2020 Mehrzweckhalle Löhrenacker, Aesch      | Sm'Aesch Pfeffingen | 3 - 0 | Neuchâtel           | 25-19, 25-22, 25-17               |

#### Play-off scudetto
| Quarti di finale (gara 1) - 15 febbraio 2020 Salle du Centre Sportif, Val-de-Travers | Val-de-Travers      | 0 - 3 | Sm'Aesch Pfeffingen | 13-25, 13-25, 9-25  |
| Quarti di finale (gara 2) - 22 febbraio 2020 Mehrzweckhalle Löhrenacker, Aesch       | Sm'Aesch Pfeffingen | 3 - 0 | Val-de-Travers      | 25-23, 25-18, 25-12 |
| Quarti di finale (gara 3) - 27 febbraio 2020 Mehrzweckhalle Löhrenacker, Aesch       | Sm'Aesch Pfeffingen | 3 - 0 | Val-de-Travers      | 25-22, 25-18, 25-21 |

### Coppa di Svizzera

#### Fase a eliminazione diretta
| Ottavi di finale - 12 gennaio 2020 99er sports hall, Therwil    | Therwil             | 0 - 3 | Sm'Aesch Pfeffingen | 13-25, 20-25, 12-25               |
| Quarti di finale - 2 febbraio 2020 Sporthalle Löhracker, Aadorf | Aadorf              | 0 - 3 | Sm'Aesch Pfeffingen | 14-25, 17-25, 18-25               |
| Semifinali - 23 febbraio 2020 Sporthalle Leimacker, Düdingen    | Düdingen            | 2 - 3 | Sm'Aesch Pfeffingen | 29-27, 25-20, 11-25, 15-25, 14-16 |
| Finale - 28 marzo 2020 St.-Leonhard-Halle, Friburgo             | Sm'Aesch Pfeffingen | -     | Neuchâtel           | annullata                         |

### Supercoppa svizzera

#### Fase a eliminazione diretta
| Finale - 5 ottobre 2019 Arena Mobilière, Gümligen | Neuchâtel | 3 - 2 | Sm'Aesch Pfeffingen | 25-23, 25-20, 21-25, 26-28, 15-10 |

### Challenge Cup

#### Fase a eliminazione diretta
| Sedicesimi di finale (andata) - 4 dicembre 2019 MZH Löhrenacker, Aesch               | Sm'Aesch Pfeffingen | 3 - 1 | Levski Sofia        | 25-21, 25-21, 26-28, 25-15 |
| Sedicesimi di finale (ritorno) - 19 dicembre 2019 Hristo Botev Hall, Sofia           | Levski Sofia        | 0 - 3 | Sm'Aesch Pfeffingen | 19-25, 21-25, 23-25        |
| Ottavi di finale (andata) - 22 gennaio 2020 Sporthalle Neuköllner Straße, Aquisgrana | PTSV Aachen         | 3 - 1 | Sm'Aesch Pfeffingen | 23-25, 25-18, 25-23, 25-21 |
| Ottavi di finale (ritorno) - 5 febbraio 2020 MZH Löhrenacker, Aesch                  | Sm'Aesch Pfeffingen | 1 - 3 | PTSV Aachen         | 27-25, 22-25, 22-25, 21-25 |

## Statistiche

### Statistiche di squadra
| Competizione        | Punti | In casa | In casa | In casa | In trasferta | In trasferta | In trasferta | Totale | Totale | Totale |
| Competizione        | Punti | G       | V       | P       | G            | V            | P            | G      | V      | P      |
| ------------------- | ----- | ------- | ------- | ------- | ------------ | ------------ | ------------ | ------ | ------ | ------ |
| Lega Nazionale A    | 45    | 11      | 11      | 0       | 10           | 7            | 3            | 21     | 18     | 3      |
| Coppa di Svizzera   | -     | 0       | 0       | 0       | 3            | 3            | 0            | 3      | 3      | 0      |
| Supercoppa svizzera | -     | -       | -       | -       | -            | -            | -            | 1      | 0      | 1      |
| Challenge Cup       | -     | 2       | 1       | 1       | 2            | 1            | 1            | 4      | 2      | 2      |
| Totale              | -     | 13      | 12      | 1       | 15           | 11           | 4            | 29     | 23     | 6      |

G = partite giocate; V = partite vinte; P = partite perse

### Statistiche dei giocatori
| Giocatrice    | Challenge Cup | Challenge Cup | Challenge Cup | Challenge Cup | Challenge Cup |
| Giocatrice    | P             | PT            | AV            | MV            | BV            |
| ------------- | ------------- | ------------- | ------------- | ------------- | ------------- |
| M. Chrtianska | 2             | 5             | 5             | 0             | 0             |
| M. Cyr        | 4             | 15            | 8             | 4             | 3             |
| T. Fricano    | 4             | 63            | 53            | 6             | 4             |
| D. Grozer     | 4             | 65            | 48            | 5             | 12            |
| A. Maeder     | 3             | 2             | 1             | 1             | 0             |
| M. Matter     | 4             | 26            | 16            | 9             | 1             |
| A. Saita      | 4             | 0             | 0             | 0             | 0             |
| L. Saladin    | 3             | 0             | 0             | 0             | 0             |
| G. Schottroff | 1             | 2             | 1             | 1             | 0             |
| L. Schirmer   | 4             | 27            | 20            | 3             | 4             |
| J. White      | 4             | 28            | 21            | 6             | 1             |
| T. Wylie      | -             | -             | -             | -             | -             |
| L. Zaugg      | 4             | 5             | 4             | 0             | 1             |

P = presenze; PT = punti totali; AV = attacchi vincenti; MV = muri vincenti; BV = battute vincenti

NB: Non sono disponibili i dati relativi alla Lega Nazionale A, alla Coppa di Svizzera e alla Supercoppa svizzera e di conseguenza quelli totali